# آلبان هریسون
آلبان هریسون (به انگلیسی: Alban Harrison) بازیکن فوتبال زادهٔ ۳۰ نوامبر ۱۸۶۹ اهل کشور انگلستان که سابقهٔ بازی در تیم ملی فوتبال انگلستان را در کارنامهٔ خود دارد. وی در تاریخ ۲۵ فوریه ۱۸۹۳ نخستین بازی ملی خود را در مقابل تیم ملی فوتبال ایرلند انجام داد و با حضور در ۲ بازی ملی، در تاریخ ۱ آوریل ۱۸۹۳ واپسین بازی ملی‌اش را در برابر تیم ملی فوتبال اسکاتلند برگزار کرد.